# Kurhaus (Scheveningen)

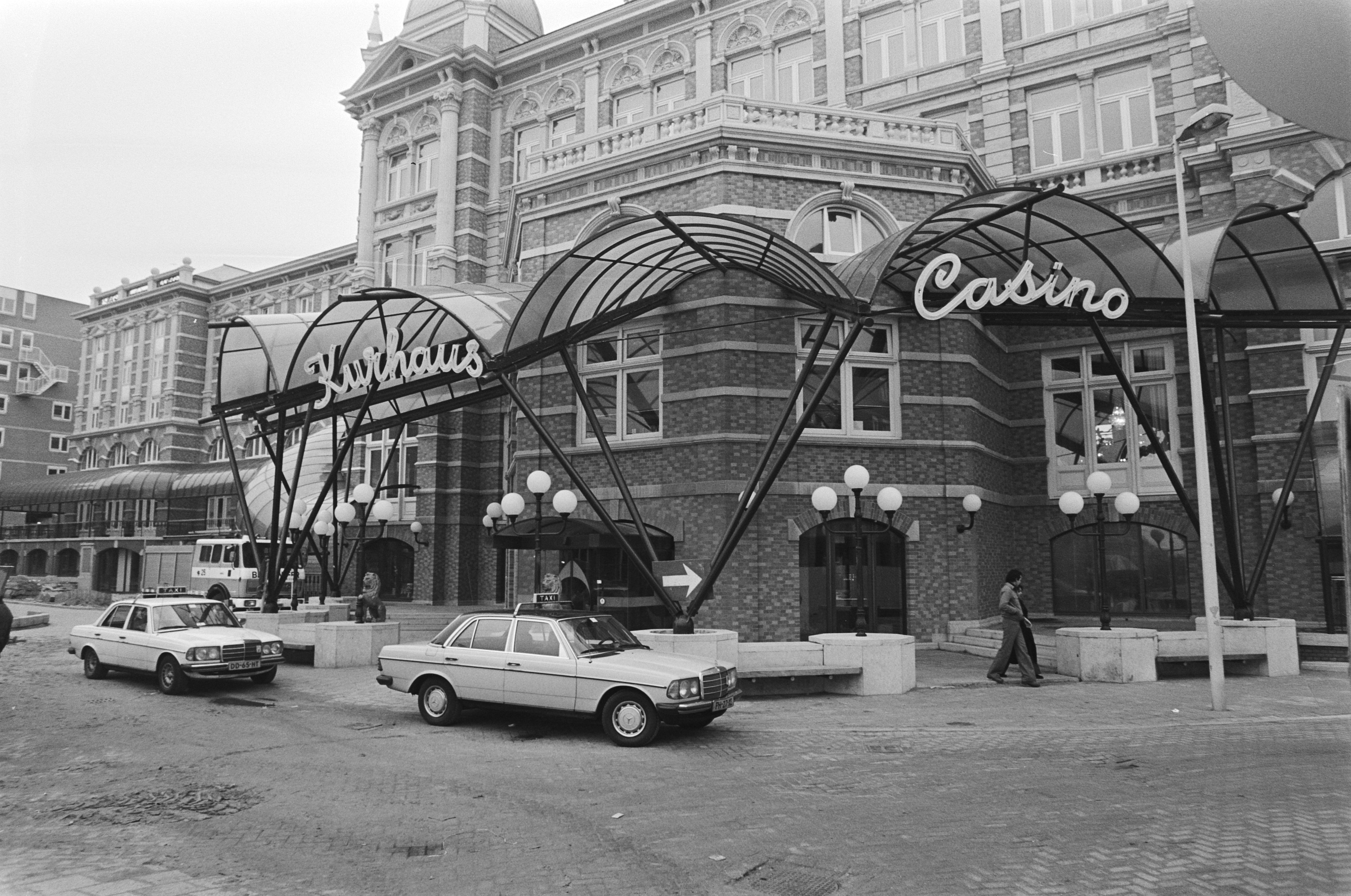
Entree van het casino.

Het Grand Hotel Amrâth Kurhaus Den Haag, vaak kortweg Kurhaus genoemd, is een groot hotel tussen het Gevers Deynootplein en de boulevard langs het strand van Scheveningen. Het beschikt over ruim 250 kamers. Daarnaast beschikt het hotel over een nieuw restaurant: Waves at the Kurhaus en een aantal conferentiezalen.

## Bouw
In 1818 stichtte Jacob Pronk aan de Verlengde Badhuisstraat een houten paviljoen genaamd Pronkenburg met een badhuis, de opening was op 15 juli van dat jaar. In 1828 kwam er op initiatief van de burgemeester een veel groter 'Stedelijk badhuis' in classicistische stijl, genaamd Grand Hôtel des Bains naar een ontwerp van stadsarchitect Zeger Reyers. Het Stedelijk Badhuis was zo succesvol dat in 1856 werd besloten het badhuis uit te breiden. In de periode van 1884 tot 1885 werd op dezelfde plek het Kurhaus gebouwd. Na een felle brand werd het tussen 1886 en 1887 herbouwd. Het is ontworpen door de Duitse architecten Johann Friedrich Henkenhaf en Friedrich Ebert. Van 1858-1882 was François Gerard Abraham Gevers Deynoot burgemeester van Den Haag. Het plein voor het Kurhaus werd in 1891 naar hem vernoemd.
Het station Scheveningen, geopend op 1 mei 1907, lag nabij het Kurhaus en had oorspronkelijk de naam Scheveningen Kurhaus. Het station is tot 4 oktober 1953, toen de tak van de Hofpleinlijn naar Scheveningen werd opgeheven, in gebruik geweest.

### Verbouwing
In de jaren zestig werden vakanties in het buitenland steeds populairder, waardoor de toeristen wegbleven uit het Kurhaus. Rond 1970 was het gebouw zo in verval geraakt, dat afbraak dreigde. De Haagse bevolking protesteerde hier fel tegen, waarna in 1972 tot restauratie en verbouwing werd besloten. De verbouwing hield wel in dat de twee vleugels van het complex geheel gesloopt en daarna herbouwd moesten worden. In 1974 kreeg het de monumentenstatus. De sloop van de zijvleugels vond plaats in 1975. Na de verbouwing werd het Kurhaus op 8 mei 1979 heropend in aanwezigheid van prinses Beatrix. Vanaf 8 mei 1979 tot 24 oktober 2014 was het Kurhaus aangesloten bij de Steigenberger Hotel Group, en heette het Steigenberger Kurhaus Hotel. Sinds 24 oktober 2014 behoort het Kurhaus tot de Amrâth Hotel Group.

## Casino
Van 1979 tot 1995 bevond zich een casino in het Kurhaus. In 1995 verhuisde het casino naar een nieuw gebouw aan de overkant van de straat; het heet nu Holland Casino. Deze verhuizing was aanleiding voor een nieuwe verbouwing, waarbij de congresfaciliteiten aanzienlijk werden uitgebreid. Ook werden de Kurhaus Jazz Club en een jazzcafé geopend.

## Beroemde gasten
In het hotel heeft een groot aantal beroemdheden gelogeerd. In het gastenboek staan leden van verschillende koninklijke families zoals kroonprins Harald van Noorwegen, regeringsleiders zoals Winston Churchill en Michail Gorbatsjov en beroemdheden zoals Joan Crawford, Audrey Hepburn en Bon Jovi. De eerste handtekening is van de toen 13-jarige koningin Wilhelmina samen met haar moeder koningin-regentes Emma. De Haagse auteur en dandy Louis Couperus behoorde tot de frequente bezoekers.
Het Kurhaus was regelmatig een vergaarplaats van vorstenfamilies en andere hoge adel. Zo waren op 7 augustus 1893 tijdens een symfonieconcert onder andere aanwezig koning Albert van Saksen, groothertog Karel Alexander van Saksen-Weimar-Eisenach, prinses Maria Josepha van Saksen, prinses Irene van Pruisen, erfgroothertog Frederik van Baden met zijn echtgenote prinses Hilda van Luxemburg en hun neef prins Max van Baden, erfprins Frederik II van Anhalt en diens vrouw prinses Marie van Baden, de Hongaarse grootmaarschalk graaf (vanaf 1911 vorst) Tassilo Festetics en diens echtgenote lady Mary Victoria Douglas-Hamilton. Groothertog Karel Alexander, gehuwd met Sophie van Oranje-Nassau, was een vaste gast van het Kurhaus tijdens het zomerseizoen. Hij verbleef er ook voor officiële bezoeken, bijvoorbeeld in 1898 in verband met de troonsbestijging van koningin Wilhelmina der Nederlanden, toen in gezelschap van zijn dochter Elisabeth.

## Beroemde optredens
In het midden van het Kurhaus bevindt zich de Kurzaal. Vroeger was dit een concertzaal, waar de zomerconcerten van het Residentie Orkest plaatsvonden, met veel beroemde musici, zoals dirigenten Carl Schuricht en Herbert von Karajan, pianist Vladimir Horowitz, violist Yehudi Menuhin en cellist Marinus Snoeren. Waar nu de naast de zaal gelegen bar is, stond het podium, waar internationale sterren als Maria Callas, Marlene Dietrich, Duke Ellington, Serge Jaroff, Édith Piaf en John Coltrane hebben opgetreden. In de bar hangen nog steeds de portretten van deze en andere beroemdheden. Ook Nederlandse vedetten als Fien de la Mar, Pia Beck, Ramses Shaffy en Paul van Vliet traden er op. Cabaretier Wim Kan heeft er diverse oudejaarsconferences gegeven.
Het eerste optreden van The Rolling Stones in Nederland vond ook plaats in de Kurhauszaal, op 8 augustus 1964. Het zou een berucht en kort concert worden. André van Duin deed in het voorprogramma mee en Jos Brink moest de nummers aan elkaar praten. Het voorprogramma liep uit en de onrust onder het publiek nam toe. De Stones speelden slechts vier nummers voordat een complete chaos uitbrak en het optreden werd gestaakt. Ian Stewart kreeg zelfs een fles in het gezicht gesmeten. De artiesten moesten vluchten via een van tevoren bedachte vluchtroute. Honderd man politie was nodig om de zaal te ontruimen. De toegangsprijs voor de 1500 bezoekers was 7 gulden. De totale schade zou 20.000 gulden hebben bedragen.
De eerste twee seizoenen, in 1970 en 1971, werd het tv-programma Een van de Acht met als presentator Mies Bouwman maandelijks rechtstreeks vanuit het Kurhaus uitgezonden.
Niet alleen in de concertzaal werd muziek gemaakt. In de grote hal trad op zondagmiddag Kuka Béla met zijn zigeunerorkest op om de theedrinkende gasten te vermaken. Verder werd in deze zaal het jaarlijkse bal van hofdansleraar Eddy L. Kuipers gegeven.
Het voetbalpraatprogramma VI Oranje werd tijdens het WK voetbal van 2010, het EK voetbal van 2012 en het WK voetbal van 2014 vanuit het Kurhaus uitgezonden. Dit televisieprogramma trok vele kijkers en bracht veel bezoekers naar het Kurhaus.
Sinds 2016 vindt ook het Festival Classique, dat voorheen in het centrum van Den Haag werd gehouden, plaats in Scheveningen en worden enkele concerten in het kader van dit festival in het Kurhaus gehouden, waaronder het concert dat toen op de Hofvijver werd gegeven.

## Galerij

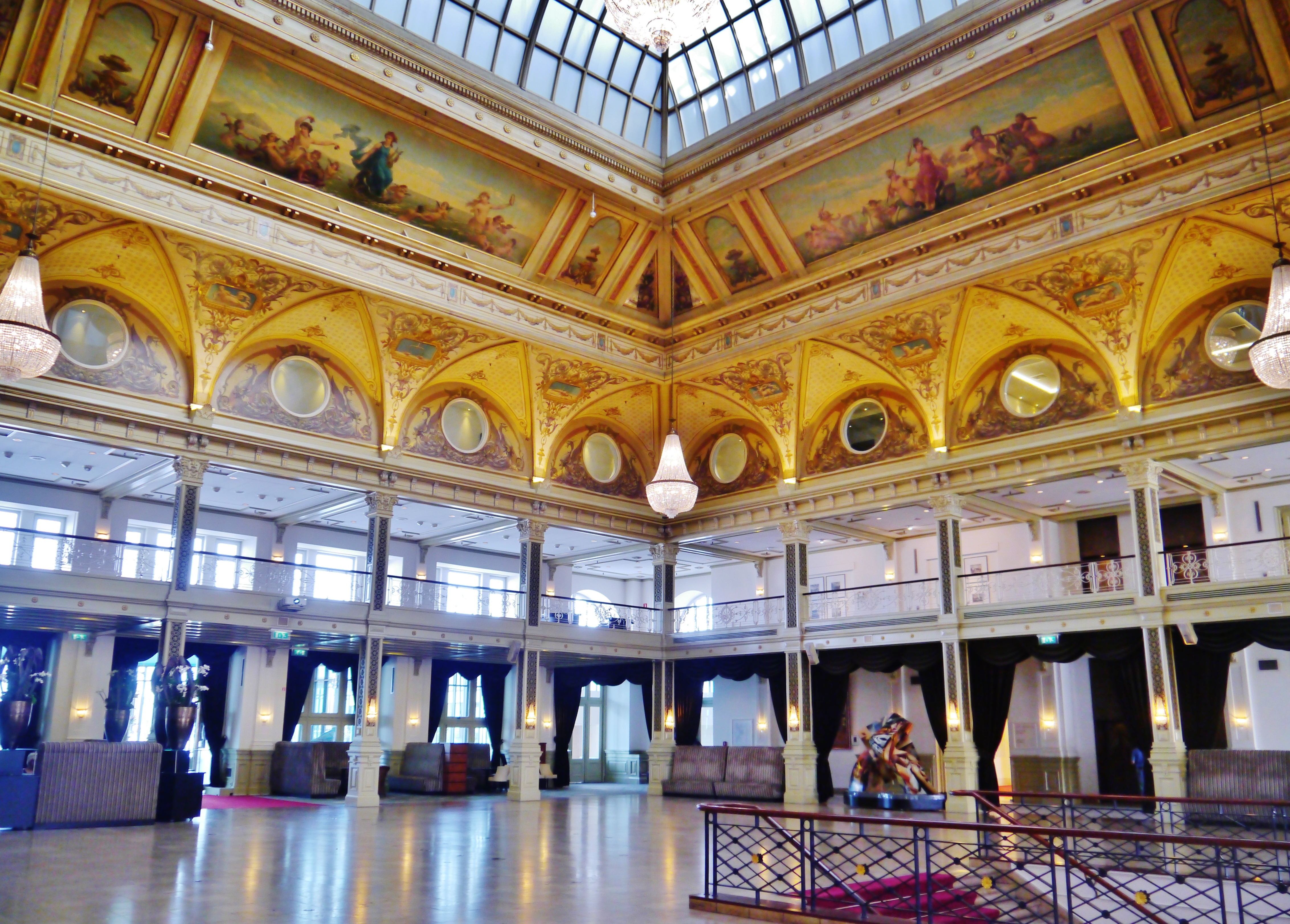
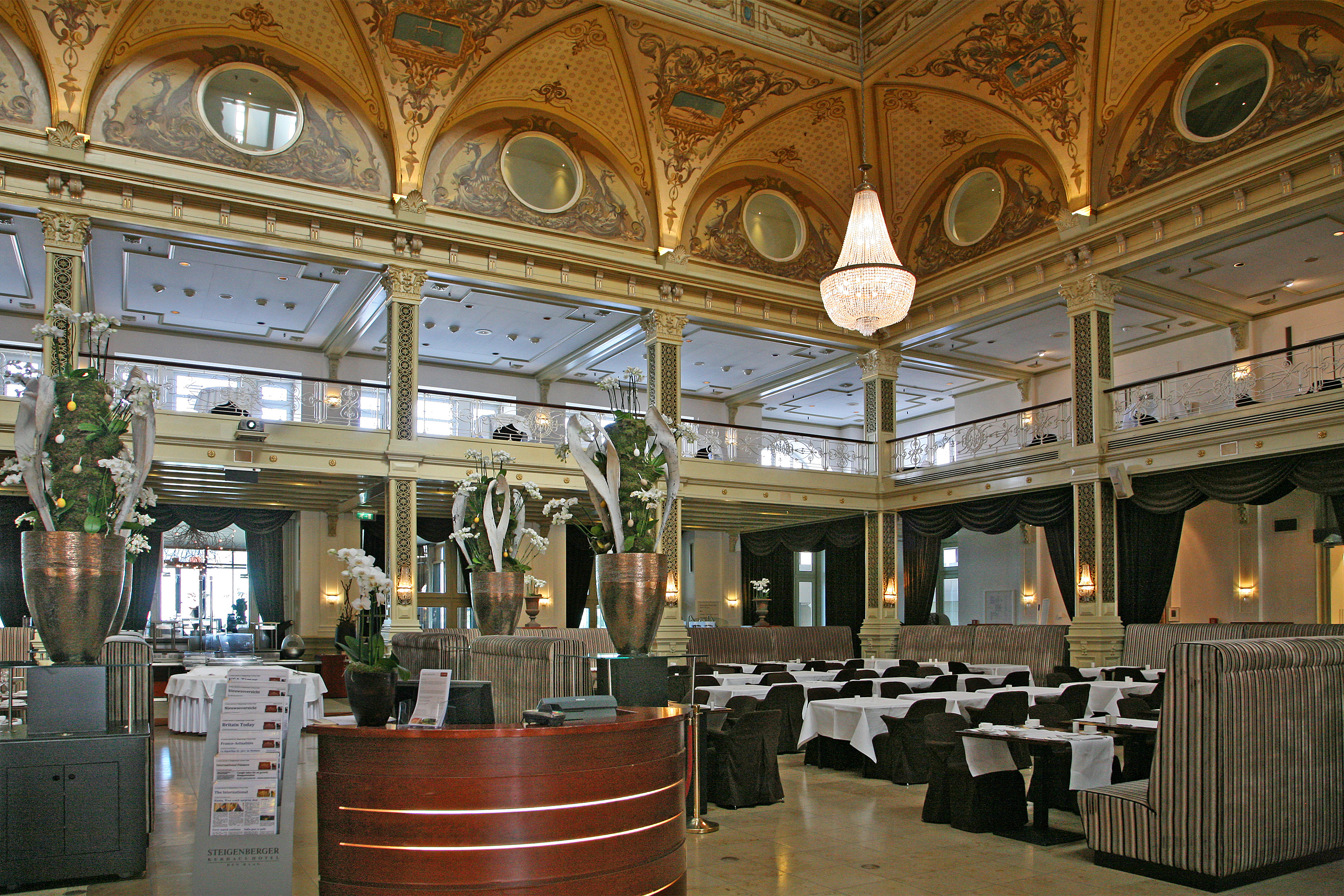
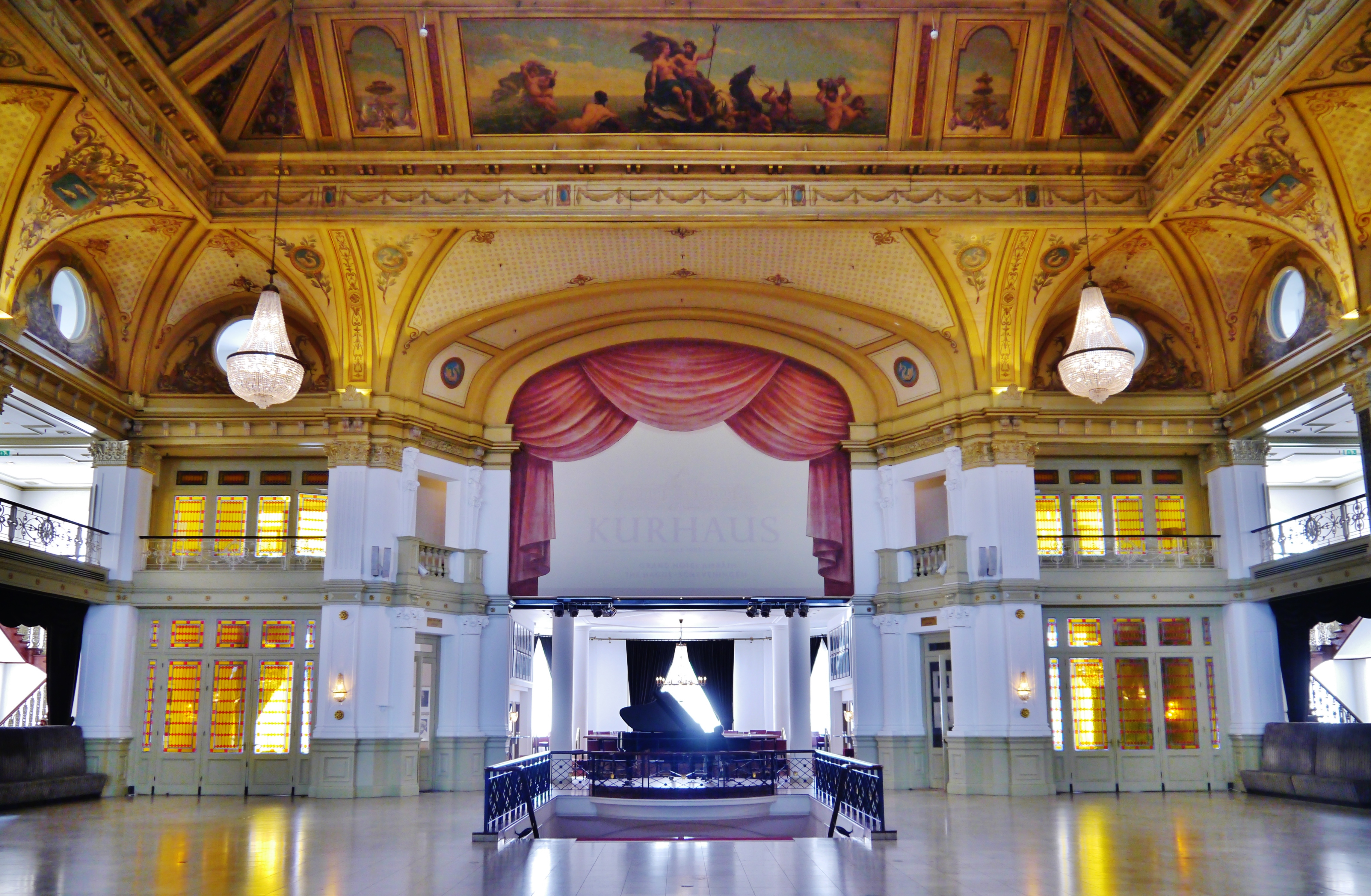
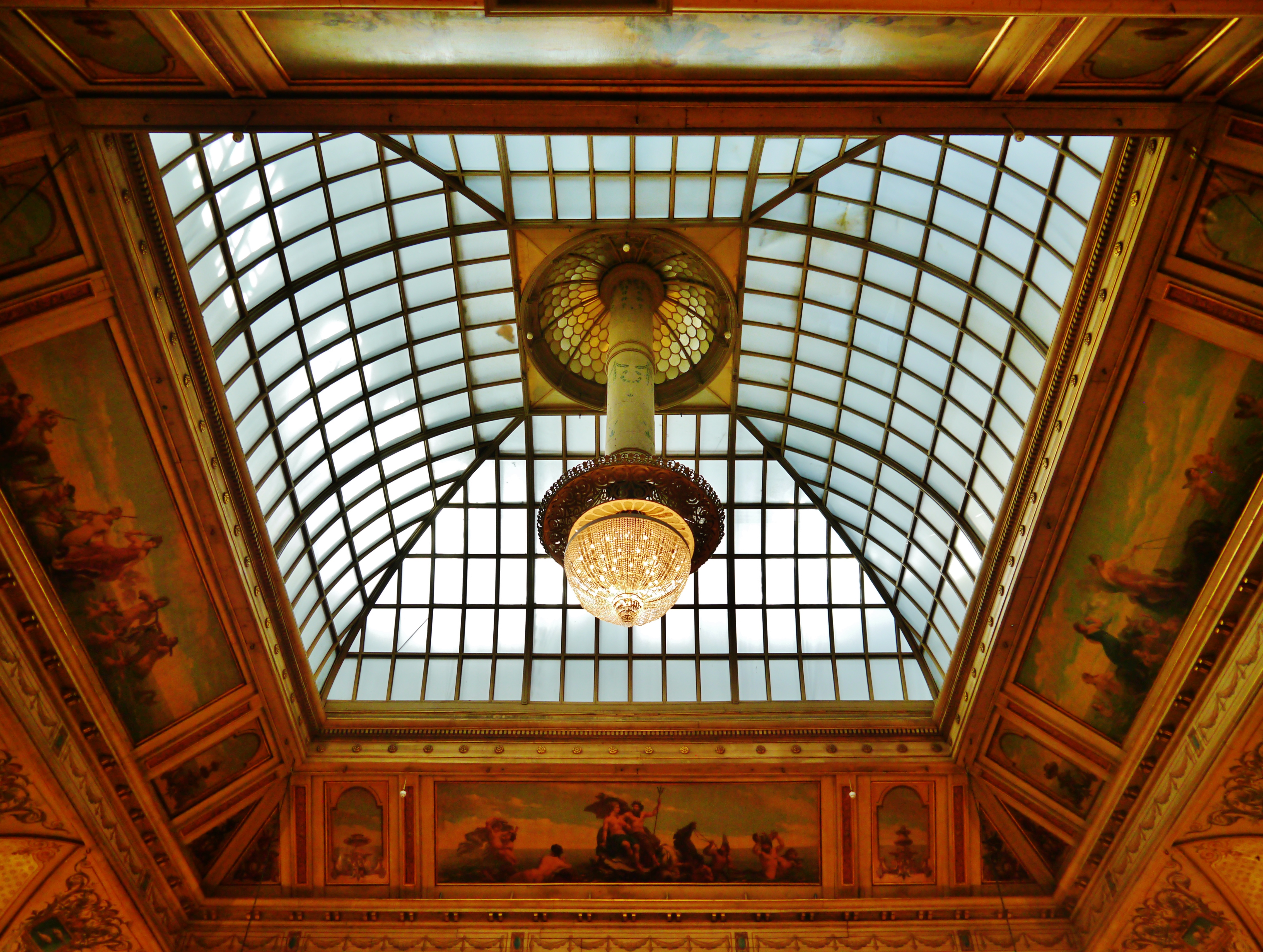
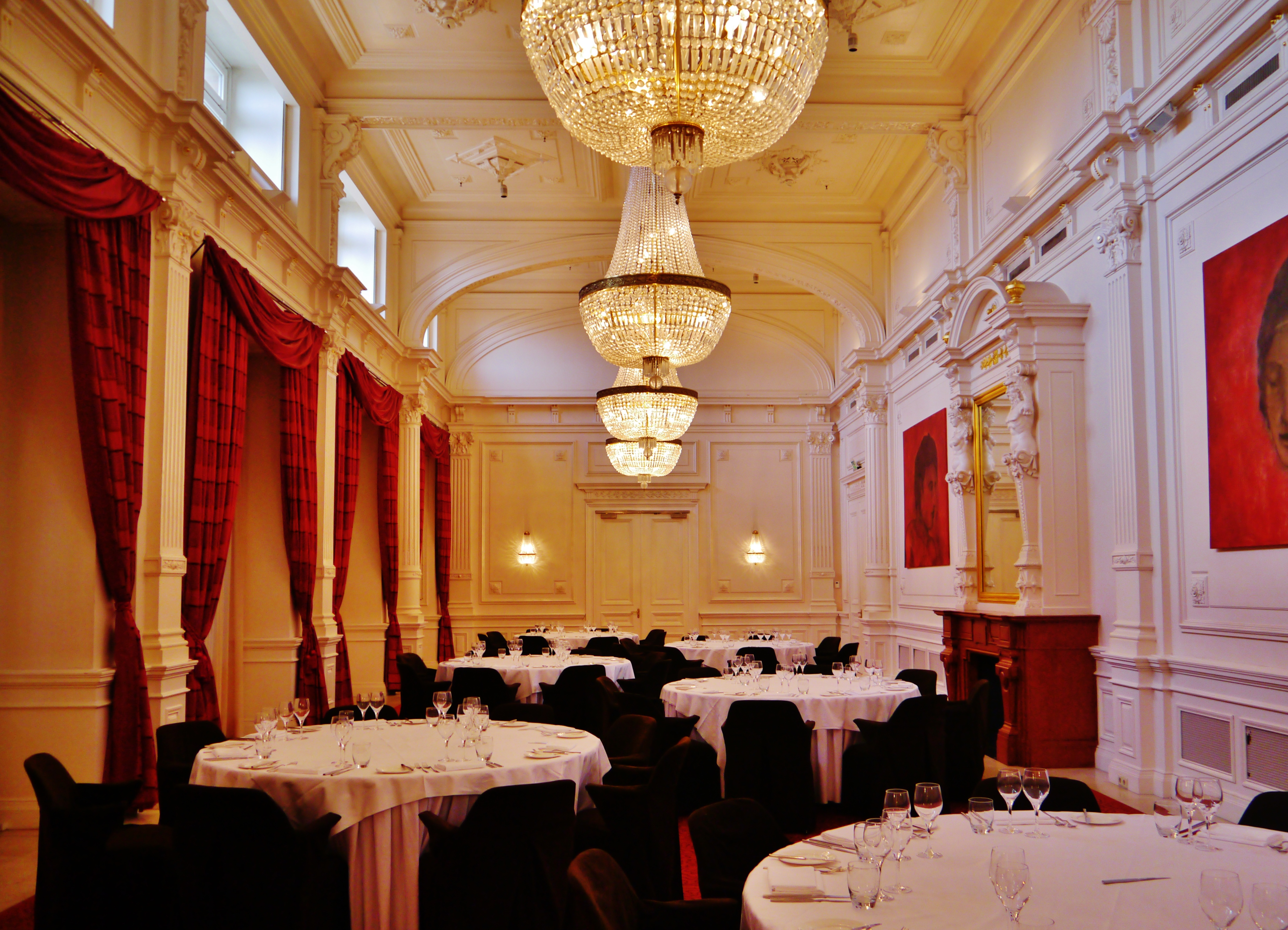

Exterieur Kurhaus

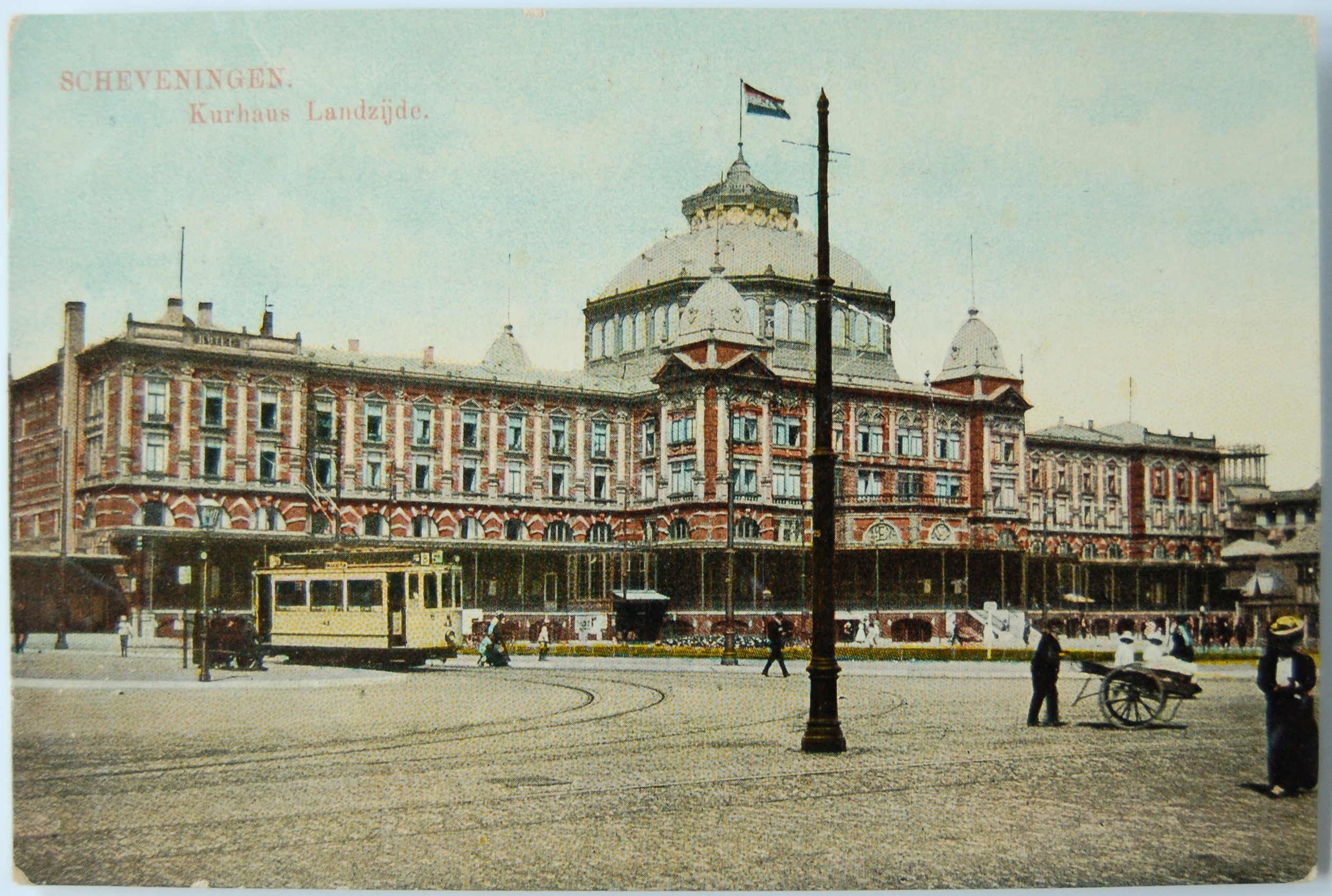
Kurhaus in 1927
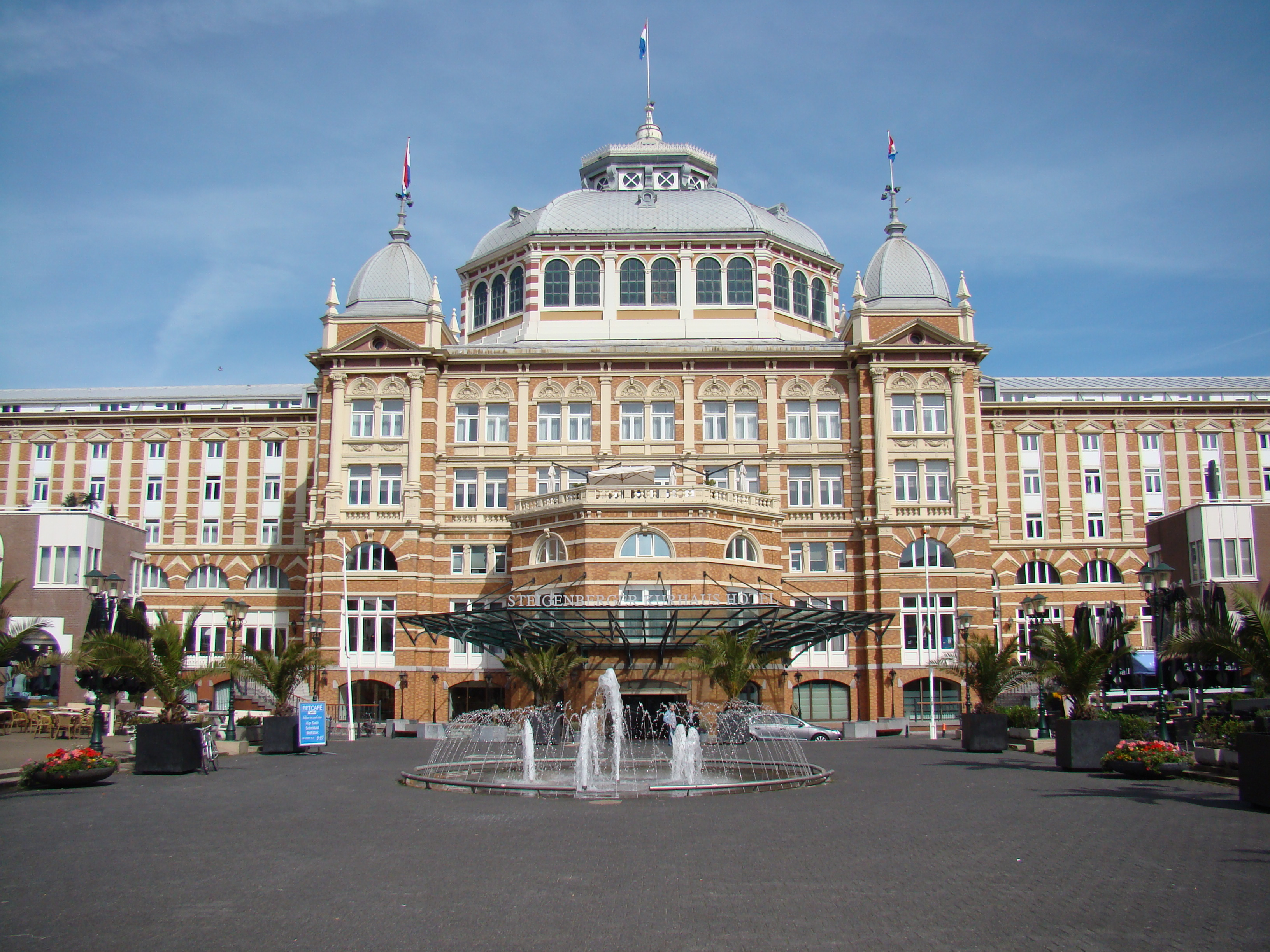
Kurhaus in 2010
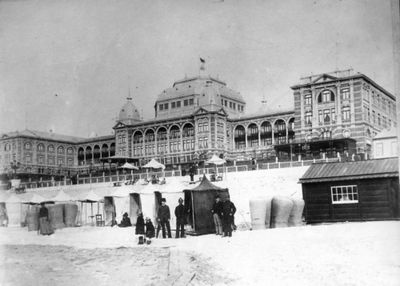
Het Kurhaus in 1900
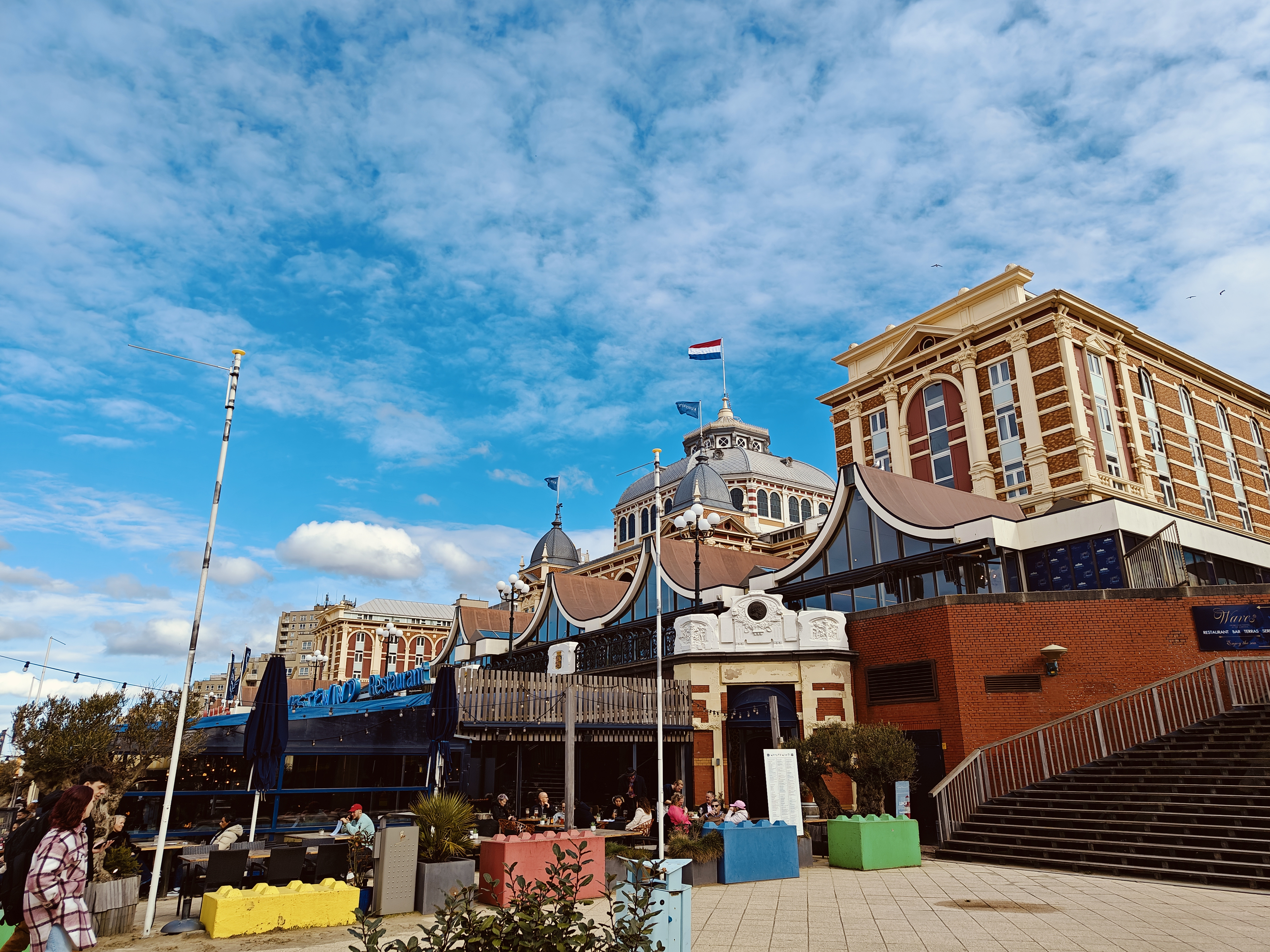
Het Kurhaus in 2024, gezien vanuit zuidwest
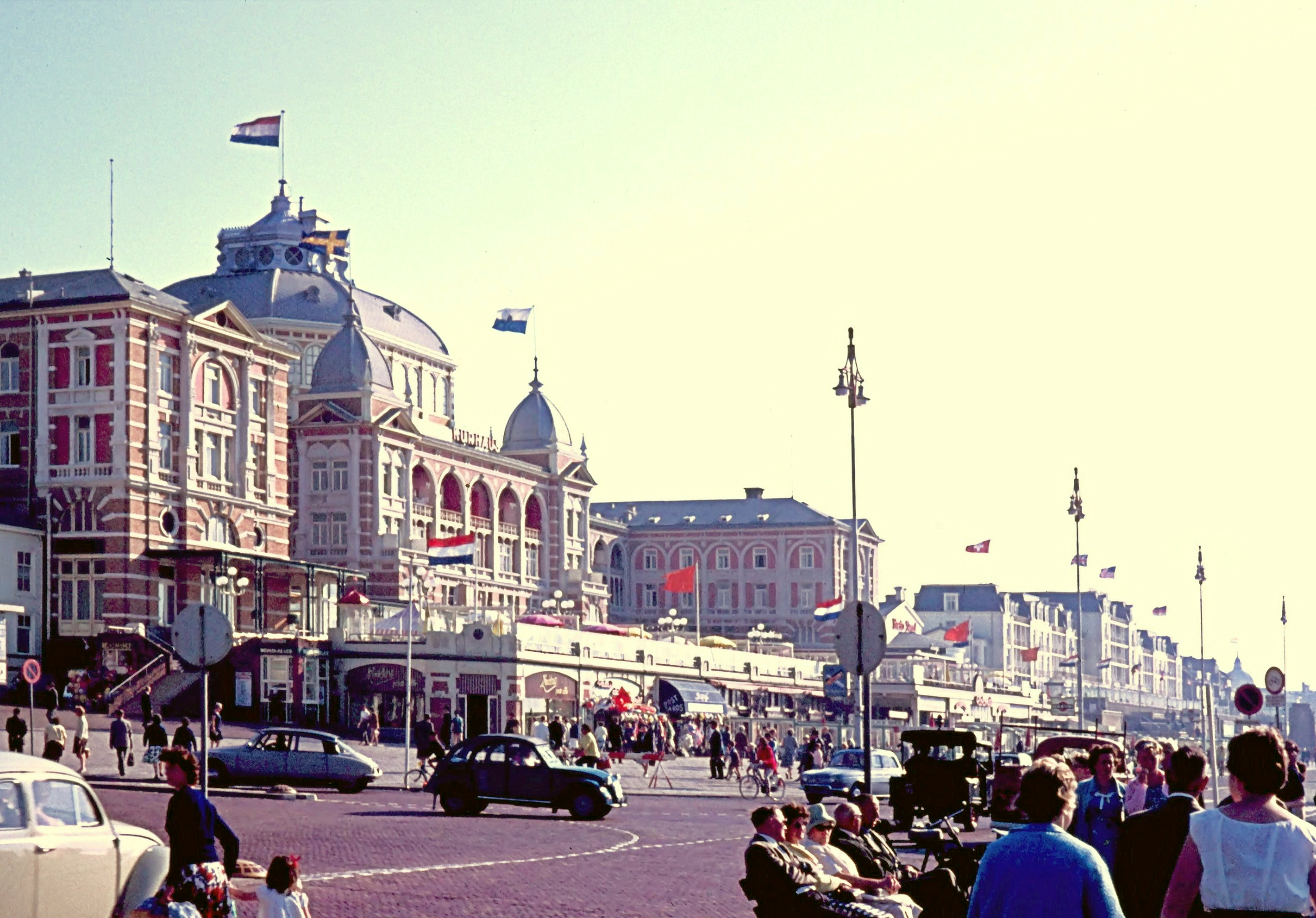
Het Kurhaus in 1963, gezien vanuit noordwest
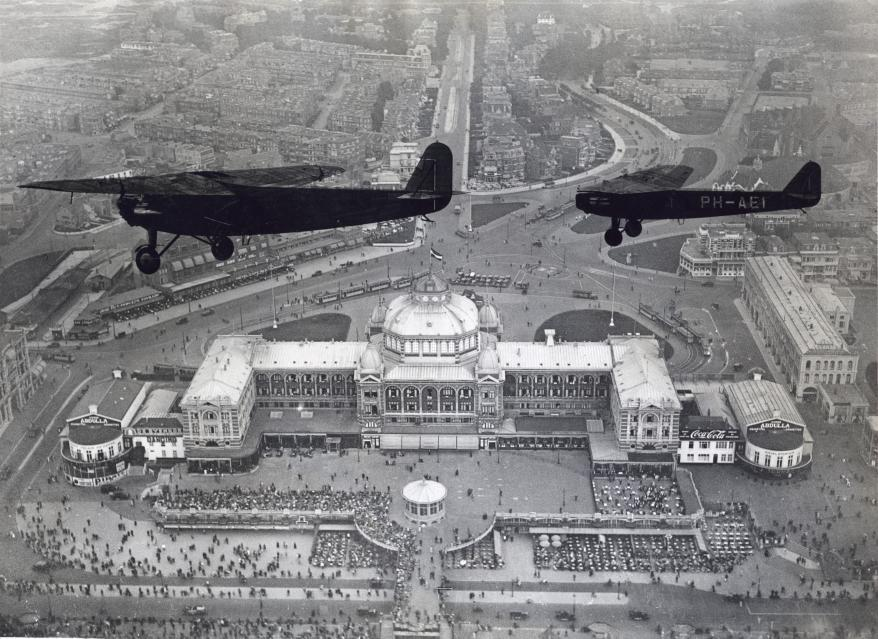
Het Kurhaus rond 1935
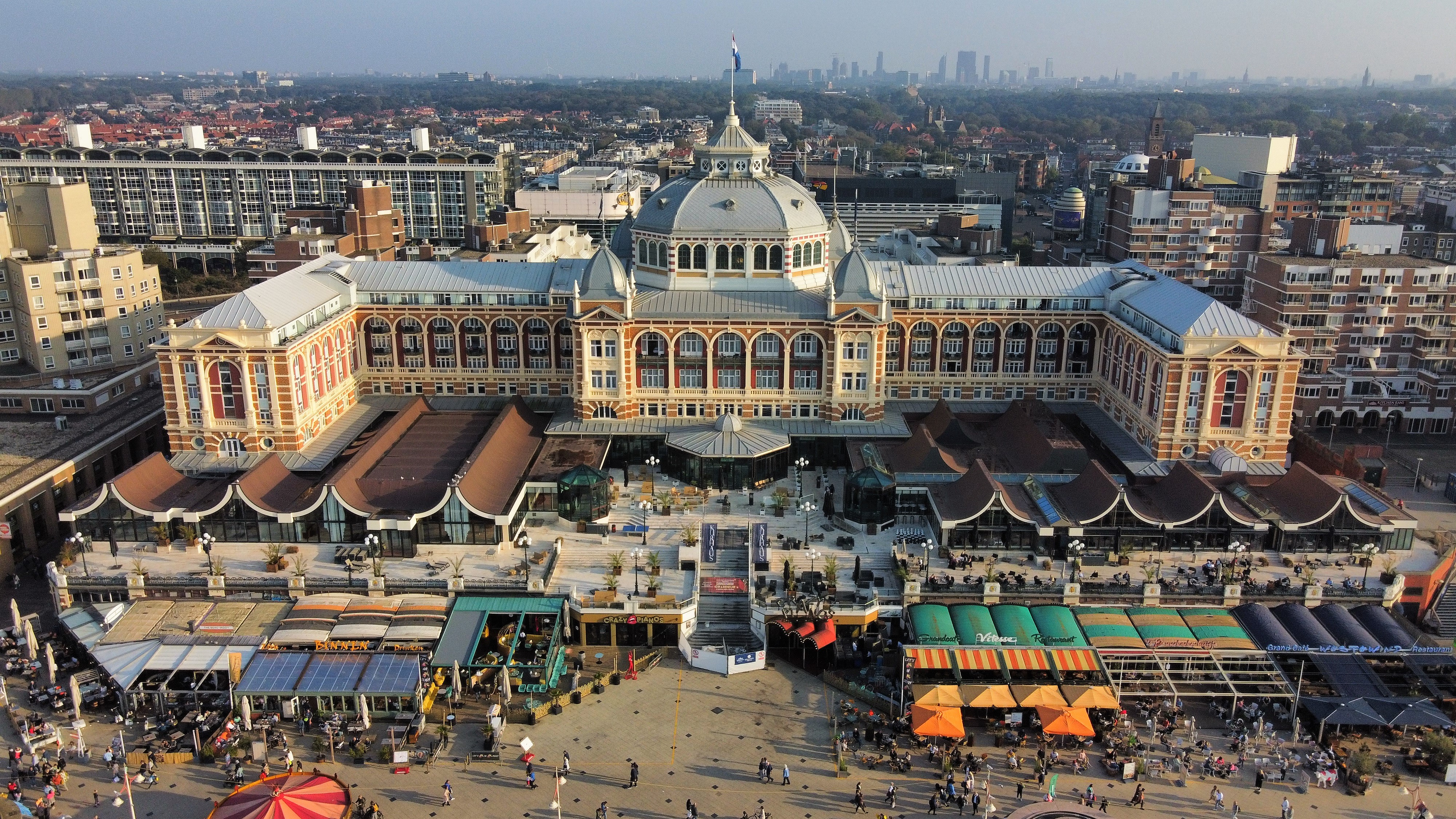
Kurhaus, met op de achtergrond de skyline van Den Haag
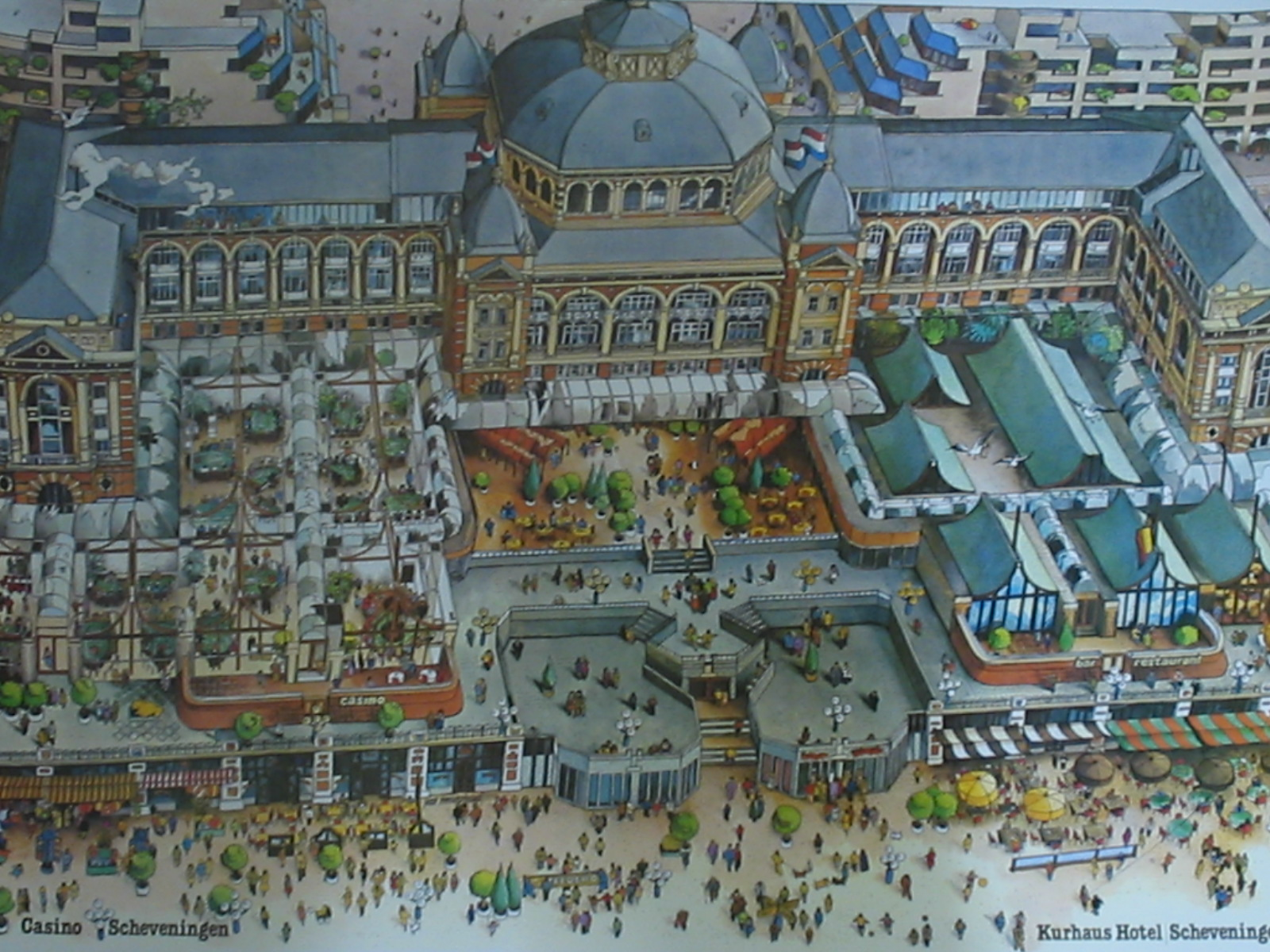
Opengewerkte tekening van Casino Kurhaus door Joost Minderhoud
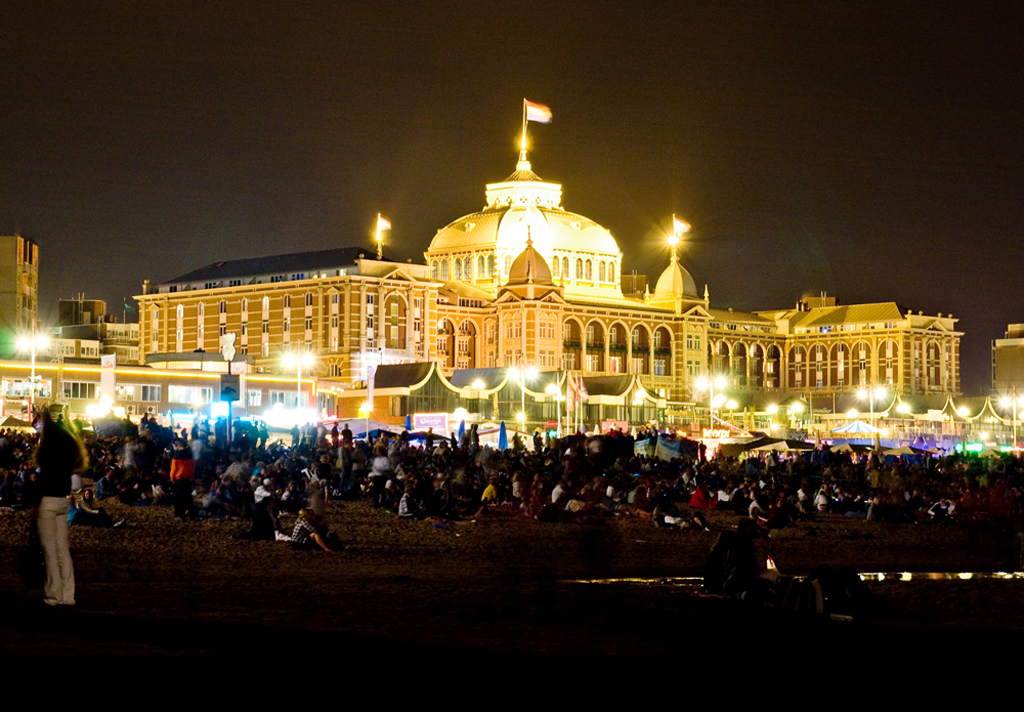
Het Kurhaus bij nacht

Interieur Kurhaus

## Bereikbaarheid
- Tramlijnen 1, 9 en 10 stoppen bij de halte Kurhaus aan de Gevers Deynootweg en buslijnen 21, 22 en 23 stoppen bij de halte Kurhausweg aan de Kurhausweg.

## Faillissement
Het Steigenberger Kurhaus werd op 24 oktober 2014 failliet verklaard. De Amrâth Hotel Group kocht het hotel vervolgens en nam de exploitatie over.